# Perfil (álbum de Cássia Eller)
Perfil é um álbum lançado em 2003 pela gravadora Som Livre dentro da série perfil, que reúne sucessos da cantora brasileira Cássia Eller, como "Malandragem", "O Segundo Sol", "Palavras ao Vento", "Por Enquanto", "Milagreiro" (com Djavan), "Nós", entre outros.

## Faixas
| N.º | Título                            | Compositor(es)     | Duração |  |
| 1.  | "Malandragem"                     |                    | 4:10    |  |
| 2.  | "O Segundo Sol"                   |                    | 4:13    |  |
| 3.  | "E.C.T."                          |                    | 3:48    |  |
| 4.  | "Gatas Extraordinárias"           |                    | 3:33    |  |
| 5.  | "Palavras ao Vento"               |                    | 3:33    |  |
| 6.  | "Por Enquanto"                    |                    | 4:06    |  |
| 7.  | "Todo Amor Que Houver Nessa Vida" |                    | 3:48    |  |
| 8.  | "Nós (ao vivo)"                   |                    | 3:07    |  |
| 9.  | "Milagreiro"                      | (com Djavan)       | 5:47    |  |
| 10. | "Só se for a Dois"                |                    | 3:43    |  |
| 11. | "Juventude Transviada"            | (com Luiz Melodia) | 4:42    |  |
| 12. | "Na Cadência do Samba"            |                    | 3:15    |  |
| 13. | "Coroné Antonio Bento"            |                    | 3:20    |  |
| 14. | "Brasil"                          |                    | 4:10    |  |